# Remenoville
Remenoville é uma comuna francesa na região administrativa de Grande Leste, no departamento de Meurthe-et-Moselle. Estende-se por uma área de 8,46 km². Em 2010 a comuna tinha 164 habitantes (densidade: 19,4 hab./km²).